# واشوغال (واشنطن)
واشوغال (بالإنجليزية: Washougal)‏ هي إحدى مدن ولاية واشنطن في الولايات المتحدة الأمريكية.

## التركيبة السكانية
قام مكتب تعداد الولايات المتحدة بتحديد بيانات التركيبة السكانية لواشوغال في تعداد الولايات المتحدة. في ما يلي، التركيبة السكانية حسب تعدادي 2000 و2010.

### تعداد عام 2000
بلغ عدد سكان واشوغال 8,595 نسمة بحسب تعداد عام 2000، وبلغ عدد الأسر 3,294 أسرة وعدد العائلات 2,325 عائلة مقيمة في المدينة. في حين سجلت الكثافة السكانية 1,734.5 نسمة لكل ميل مربع (669.7/كم2). وبلغ عدد الوحدات السكنية 3,463 وحدة بمتوسط كثافة قدره 698.8 نسمة لكل ميل مربع (269.8/كم2).
وتوزع التركيب العرقي للمدينة بنسبة 94.0% من البيض و 1.26% من الأمريكيين الأصليين و 0.78% من الأمريكيين ذوي الأصول الآسيوية و 0.12% من سكان جزر المحيط الهادئ و 0.4% من الأمريكيين الأفارقة و 2.56% من عرقين مختلطين أو أكثر.
بلغ عدد الأسر 3,294 أسرة كانت نسبة 37.9% منها لديها أطفال تحت سن الثامنة عشر تعيش معهم، وبلغت نسبة الأزواج القاطنين مع بعضهم البعض 51.3% من أصل المجموع الكلي للأسر، ونسبة 14.1% من الأسر كان لديها معيلات من الإناث دون وجود شريك، وكانت نسبة 29.4% من غير العائلات. تألفت نسبة 23.6% من أصل جميع الأسر من أفراد ونسبة 8.3% كانوا يعيش معهم شخص وحيد يبلغ من العمر 65 عاماً فما فوق. وبلغ متوسط حجم الأسرة المعيشية 3.05، أما متوسط حجم العائلات فبلغ 2.61.
بلغ العمر الوسطي للسكان 34 عاماً. وكانت نسبة 8.3% بين الثامنة عشرة والأربعة وعشرين عاماً، ونسبة 30.1% كانت واقعةً في الفئة العمرية ما بين الخامسة والعشرين والأربعة وأربعين عاماً، ونسبة 20.6% كانت ما بين الخامسة والأربعين والرابعة والستين، ونسبة 11.2% كانت ضمن فئة الخامسة والستين عاماً فما فوق. يوجد لكل 100 أنثى 96.3 ذكر، ويوجد لكل 100 أنثى في الثامنة عشر من عمرها فما فوق 91.7 ذكر.
بلغ متوسط دخل الأسرة في المدينة 38,719 دولار، أما متوسط دخل العائلة فبلغ 52,293 دولار. وكان متوسط دخل الذكور 37,351 دولار مقابل 26,032 دولار للإناث. وسجل دخل الفرد الخاص بالمدينة 19,389 دولار. وكانت نسبة 8.3% من العائلات ونسبة 9.7% من السكان تحت خط الفقر، وكان من هؤلاء نسبة 13.8% تحت سن الثامنة عشر ونسبة 3.6% في الخامسة والستين من العمر وما فوق.

### تعداد عام 2010
بلغ عدد سكان واشوغال 14,095 نسمة بحسب تعداد عام 2010، وبلغ عدد الأسر 5,256 أسرة وعدد العائلات 3,824 عائلة مقيمة في المدينة. في حين سجلت الكثافة السكانية 2,600.6 نسمة لكل ميل مربع (1,004.1/كم2). وبلغ عدد الوحدات السكنية 5,673 وحدة بمتوسط كثافة قدره 1,046.7 لكل ميل مربع (404.1/كم2).
وتوزع التركيب العرقي للمدينة بنسبة 90.3% من البيض و 1.0% من الأمريكيين الأصليين و 2.4% من الأمريكيين ذوي الأصول الآسيوية و 0.2% من سكان جزر المحيط الهادئ و 0.6% من الأمريكيين الأفارقة و 3.8% من عرقين مختلطين أو أكثر.
بلغ عدد الأسر 5,256 أسرة كانت نسبة 38.0% منها لديها أطفال تحت سن الثامنة عشر تعيش معهم، وبلغت نسبة الأزواج القاطنين مع بعضهم البعض 55.3% من أصل المجموع الكلي للأسر، ونسبة 12.0% من الأسر كان لديها معيلات من الإناث دون وجود شريك، بينما كانت نسبة 5.4% من الأسر لديها معيلون من الذكور دون وجود شريكة وكانت نسبة 27.2% من غير العائلات. وبلغ متوسط حجم الأسرة المعيشية 3.07، أما متوسط حجم العائلات فبلغ 2.68.
بلغ العمر الوسطي للسكان 36.1 عاماً. وكانت نسبة 26.9% من القاطنين تحت سن الثامنة عشر، وكانت نسبة 7.7% بين الثامنة عشرة والأربعة وعشرين عاماً، ونسبة 28.1% كانت واقعةً في الفئة العمرية ما بين الخامسة والعشرين والأربعة وأربعين عاماً، ونسبة 27.1% كانت ما بين الخامسة والأربعين والرابعة والستين، ونسبة 10.1% كانت ضمن فئة الخامسة والستين عاماً فما فوق. وتوزع التركيب الجنسي للسكان بنسبة 49.7% ذكور و50.3% إناث.